# Seututie 359
Pour les articles homonymes, voir Route 359.
La route régionale 359 (finnois : Seututie 359)  est une route régionale allant de Kouvola jusqu'à Anjala à  Kouvola en Finlande,,.

## Présentation
La seututie 359 est une route régionale de la vallée de la Kymi.